# Rakša
Rakša (hongrois : Kisraksa) est un village de Slovaquie situé dans la région de Žilina.

## Histoire
La première mention écrite du village date de 1277.

## Démographie

### Évolution de la population
| Année:               | 1994. | 2004.  | 2014.   | 2024.   |
| -------------------- | ----- | ------ | ------- | ------- |
| Nombre de personnes: | 200   | 219    | 222     | 219     |
| Différence:          |       | +9,5 % | +1,36 % | -1,35 % |

| Année:               | 2023. | 2024.   |
| -------------------- | ----- | ------- |
| Nombre de personnes: | 215   | 219     |
| Différence:          |       | +1,86 % |